# サラージュ県
| 県章 サラージュ県の位置 |                     |
| 地域                    | 北西地域            |
| 歴史的な地域            | トランシルヴァニア  |
| 県都                    | ザラウ              |
| 面積                    | 3,864km²            |
| 人口                    | 212,224人（2021年） |
| 人口密度                | 55人/km²            |
| ISO 3166-2              | RO-OT               |

サラージュ県 （サラージュけん、Judeţul Sălaj、発音：sə.'laʒ、ハンガリー語：Szilágy）は、ルーマニア北西部トランシルヴァニア地方の県。県都はザラウ (en) 。西はビホル県、北はマラムレシュ県とサトゥ・マーレ県、南と東はクルージュ県と接する。

## 人口統計
人口は212,224人（2021年国勢調査）。主要民族構成は下記の通りである。
- ルーマニア人 - 136,552人
- ハンガリー人 - 40,554人
- ロマ人 - 16,706人

| 年   | 県人口の推移 |
| ---- | ------------ |
| 1948 | 262,580      |
| 1956 | 271,989      |
| 1966 | 263,103      |
| 1977 | 264,569      |
| 1992 | 266,797      |
| 2002 | 248,015      |
| 2011 | 224,384      |
| 2021 | 212,224      |

## 地理
面積は3,864平方キロメートルである。 
アプセニ山脈と、ソムシュ川の高台として知られる東カルパチア山脈とに挟まれている。県内にはソムシュ川の他には、クラスナ川、バルカウ川、アルマシュ川、アグリジュ川、サラジュ川といった比較的小さな河川が流れる。

## 経済
県内の主な産業は以下の通りである:
- 機械及び自動車部品製造業
- 食品加工業
- 織物産業
- 製材業、家具製造業、製紙業

## 観光地
- ザラウとシムレウ・シルヴァニエイ（Şimleu Silvaniei）にある美術館
- フィルドゥ・デ・スス、スンミハユ・アルマシュユイ（Sânmihaiu Almaşului）、バイカ、ラカシュにある木造教会
- ジボウ（Jibou）とシムレウ・シルヴァニエイの城

## 行政区画
サラージュ県は1つの都市、3つの町、56の基礎自治体からなる。

### 主な市町
- ザラウ
- シムレウ・シルヴァニエイ
- ジボウ

## 参照と外部リンク
1. 1 2  “Tabel-2.02.1-si-Tabel-2.02.2.xlsx”. ルーマニア国家統計局. 2024年8月23日閲覧。
2. ↑  National Institute of Statistics, "Populaţia la recensămintele din anii 1948, 1956, 1966, 1977, 1992 şi 2002"